# Barrio Alto, Chiapas
Barrio Alto är en ort i Mexiko.   Den ligger i kommunen Tenejapa och delstaten Chiapas, i den sydöstra delen av landet, 800 km öster om huvudstaden Mexico City. Barrio Alto ligger 1 721 meter över havet och antalet invånare är 369.
Terrängen runt Barrio Alto är bergig. Runt Barrio Alto är det tätbefolkat, med 319 invånare per kvadratkilometer. Närmaste större samhälle är Pantelhó, 16,9 km norr om Barrio Alto. I omgivningarna runt Barrio Alto växer i huvudsak städsegrön lövskog.